# Боруны (Гродненская область)
Боруны (бел. Бару́ны) — агрогородок в Ошмянском районе Гродненской области Беларуси. Входит в состав Борунского сельсовета.

## География
Находится в 22 км к юго-востоку от города Ошмяны, в 42 км от железнодорожной станции Ошмяны; 117 км от Минска, 330 км от Витебска. Через агрогородок проходит автодорога республиканского значения Р95 Лынтупы — Свирь — Сморгонь — Крево — Гольшаны.

## Этимология
Название образовано от основы бор: боруны — жители у бора.

## История

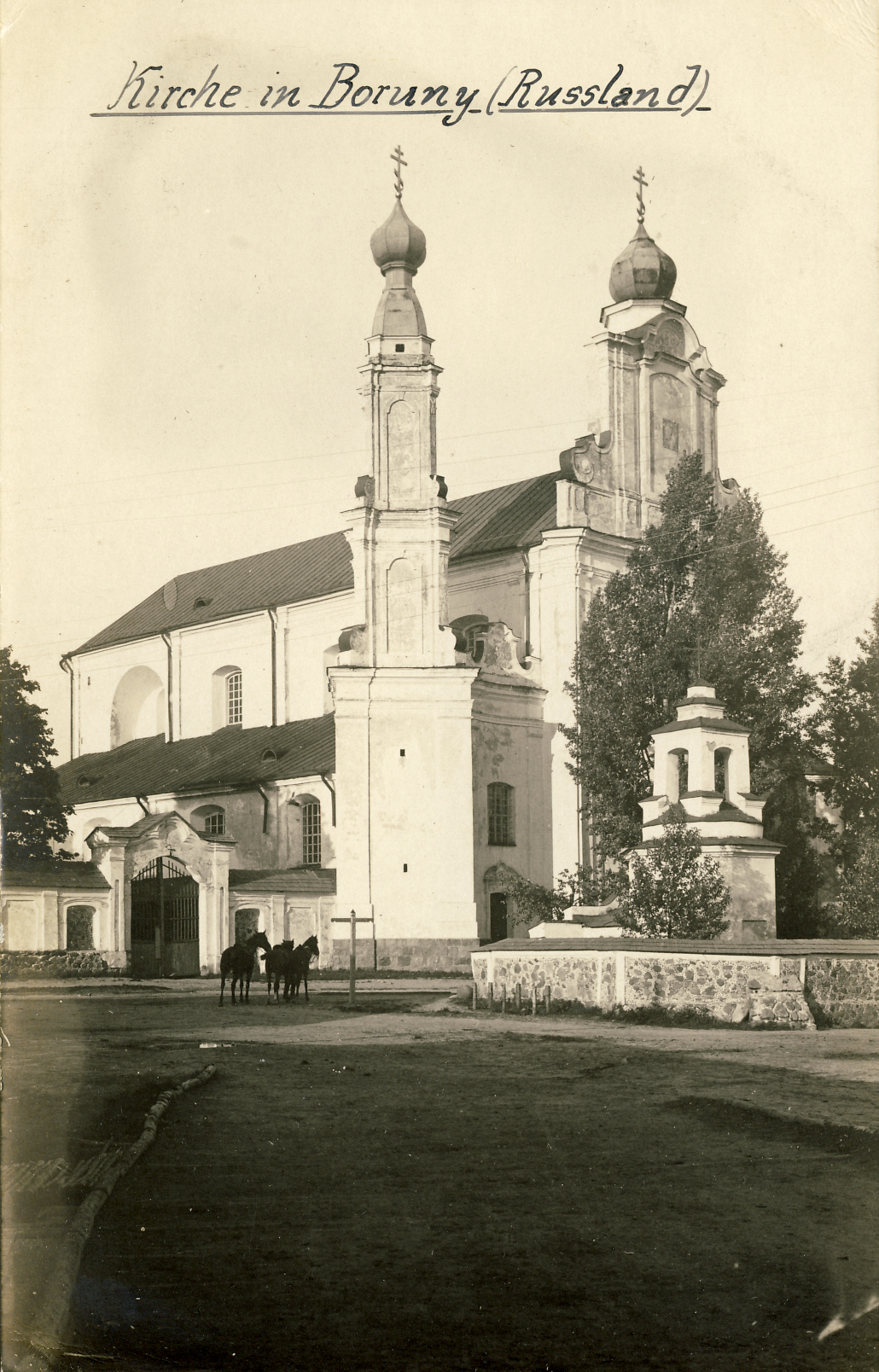
Храм Покрова Пресвятой Богородицы в Борунах, 1916 год

В 1692 году здесь была построена униатская деревянная церковь для мужского базилианского монастыря. В 1700—1707 годах на месте деревянной возведена каменная церковь, которая была уничтожена пожаром; в 1715 году восстановлена. 
В 1747—1757 годах по проекту архитектора А. Асикевича построена каменная церковь. 
В 1778-1793 года был построен каменный монастырский корпус, в котором располагалась начальная школа для монахов и священников — . В результате третьего раздела Речи Посполитой в 1795 году Боруны оказались в составе Российской империи. После подавления восстания 1830 года российские власти ликвидировали школу; в 1833 году передали греко-католическую церковь православному приходу. Церковь была освящена во имя Покрова Пресвятой Богородицы. На 1855 год здесь было 17 дворов. В 1920 году здесь была открыта Учительская семинария, директором которой был С. А. Рак-Михайловский.
Согласно Рижскому мирному договору 1921 года Боруны оказались в составе Польской республики уже в 1922 году церковь опять была передана католикам и стала костёлом Святых Петра и Павла. В костёле до 1939 года находилась чудотворная Борунская икона Божией Матери, которая пропала во время Второй мировой войны.
С 1939 года Боруны со статусом деревни, находились в составе БССР. На 1991 год здесь было 168 дворов.
В 2009 году деревня Боруны преобразована в агрогородок.

## Инфраструктура
В Борунах действуют средняя школа, библиотека, Дом культуры.

## Экономика
Экспериментальная база и гравийно-сортировочный завод «Боруны».

## Культура
- Дом культуры
- Музей ГУО "Борунская средняя школа"

## Достопримечательности
- Костёл Святых Петра и Павла и монастырь базилиан (1747—1753; бывшая греко-католическая церковь)
- Кладбище времён Первой мировой войны
- Часовня (каплица), построенная на площади перед костёлом во второй половине XVIII века. Ранее эта каплица называлась «Студенческой».
- Камень с надписями у «Студенческой» часовни

### Памятники
- Памятник В. И. Ленину
- Памятная доска на бывшем здании монастыря базилиан, в котором в 1920—1922 годах действовала белорусская учительская семинария, директором которой был Симон Рак-Михайловский.
- Памятный знак экипажу одного из самолётов «Илья Муромец». 25 сентября 1916 года в районе Борунов этот самолёт был сбит немецкими истребителями, весь его экипаж погиб. Погибших лётчиков с воинскими почестями похоронили в братской могиле. Позже место изначального захоронения было утеряно, а в 1930-х годах в память о лётчиках установили каменный крест на кладбище воинов Первой мировой войны с надписью на польском — «4 NIEZNANYCH ROS. LOTN. 25. 16.» («4 неизвестных русских лётчика»). В настоящее время имена погибших лётчиков известны (они приведены на установленном в 2009 году мемориале): Д. Д. Макшеев, М. А. Рахмин, О. С. Карпов и Ф. А. Гаибов.
- Памятник-бюст лётчику Фарруху Гаибову (2021).

## Галерея

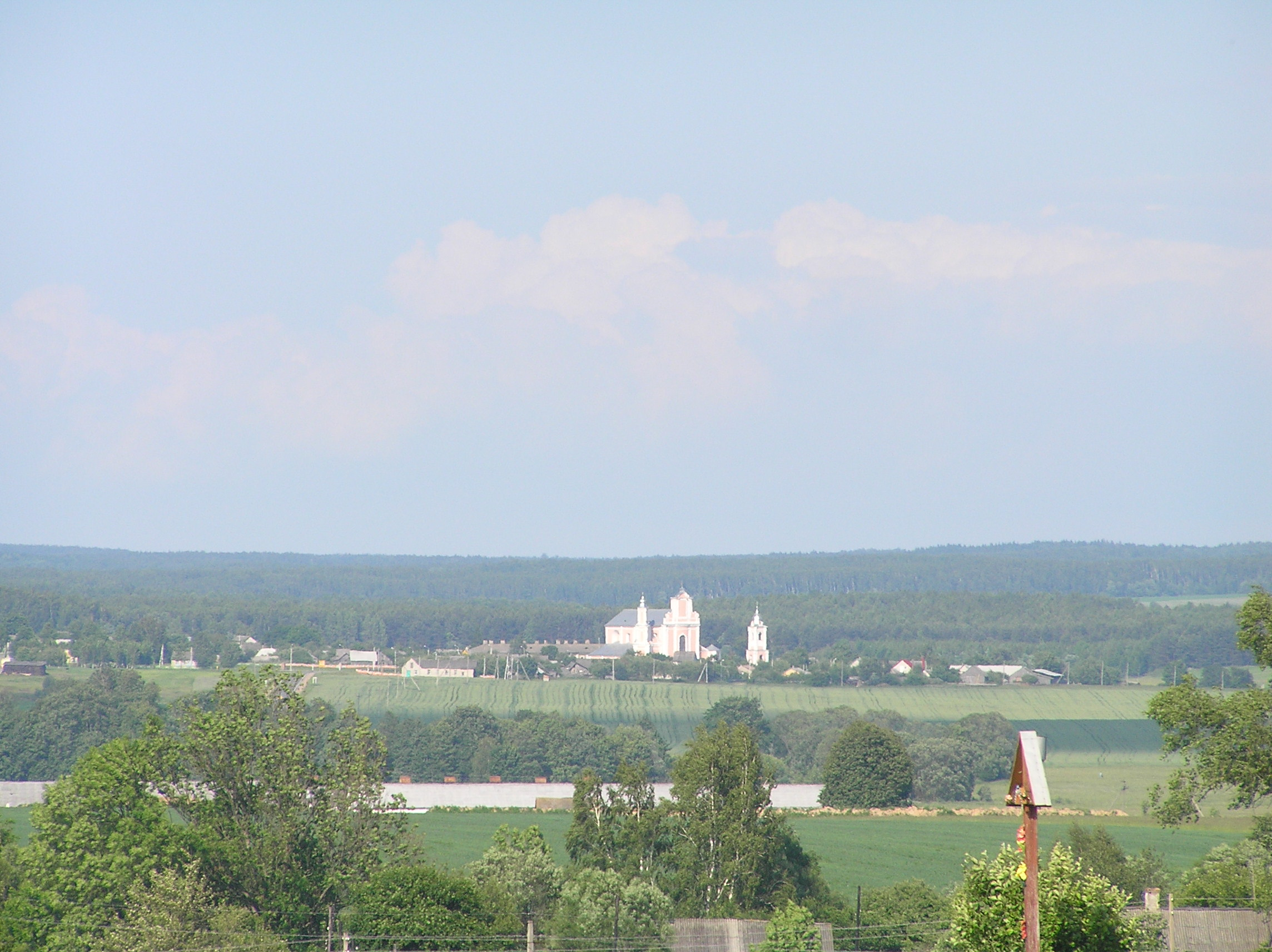
Панорама
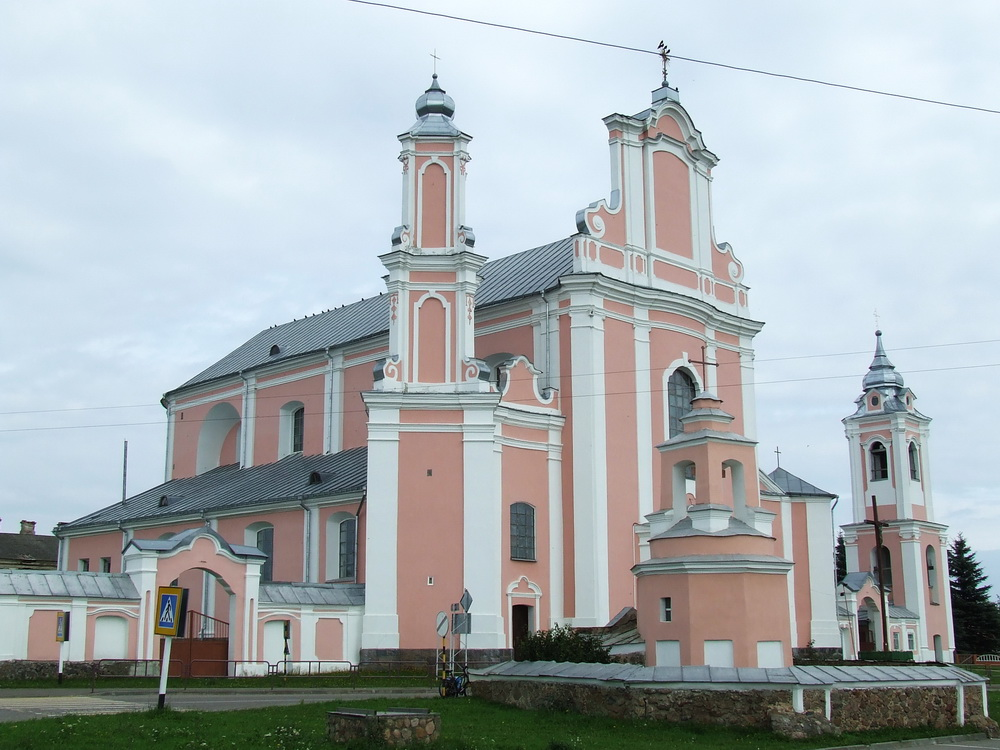
Костёл Святых Петра и Павла
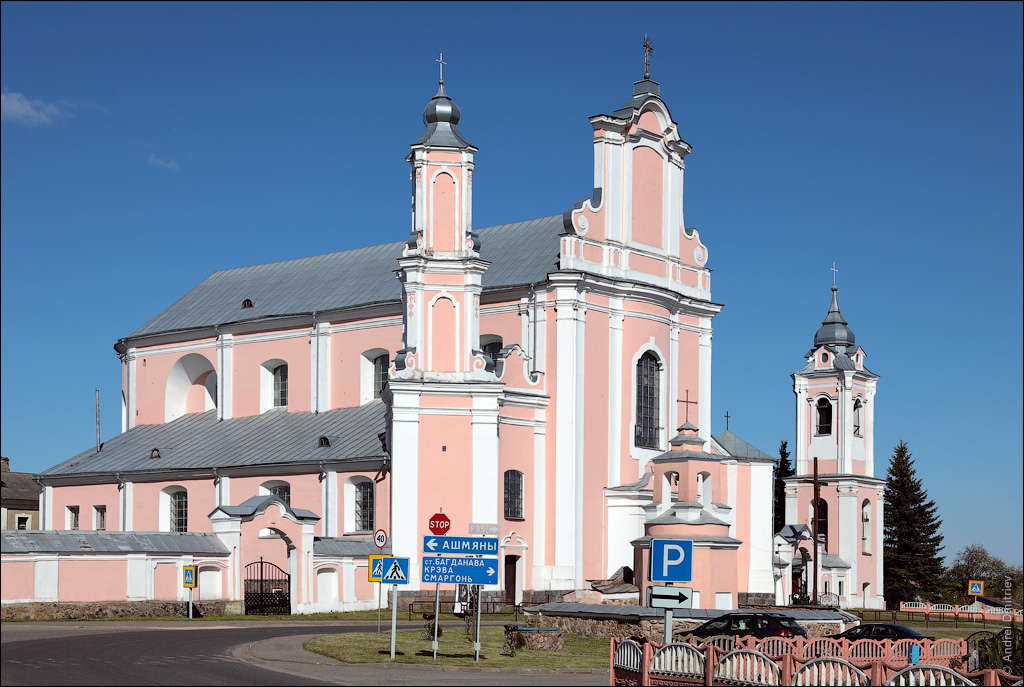
Костёл Святых Петра и Павла
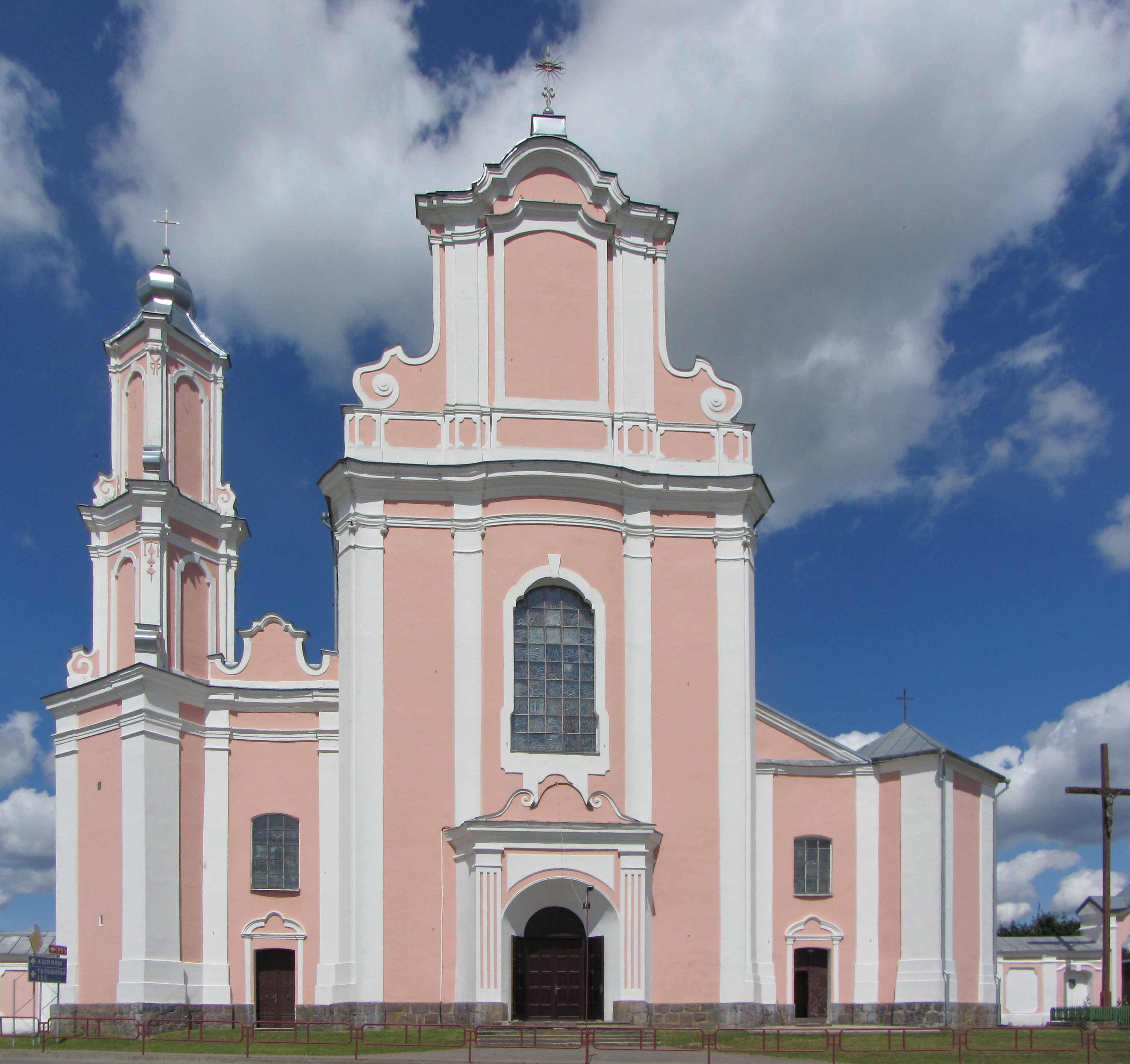
Костёл Святых Петра и Павла
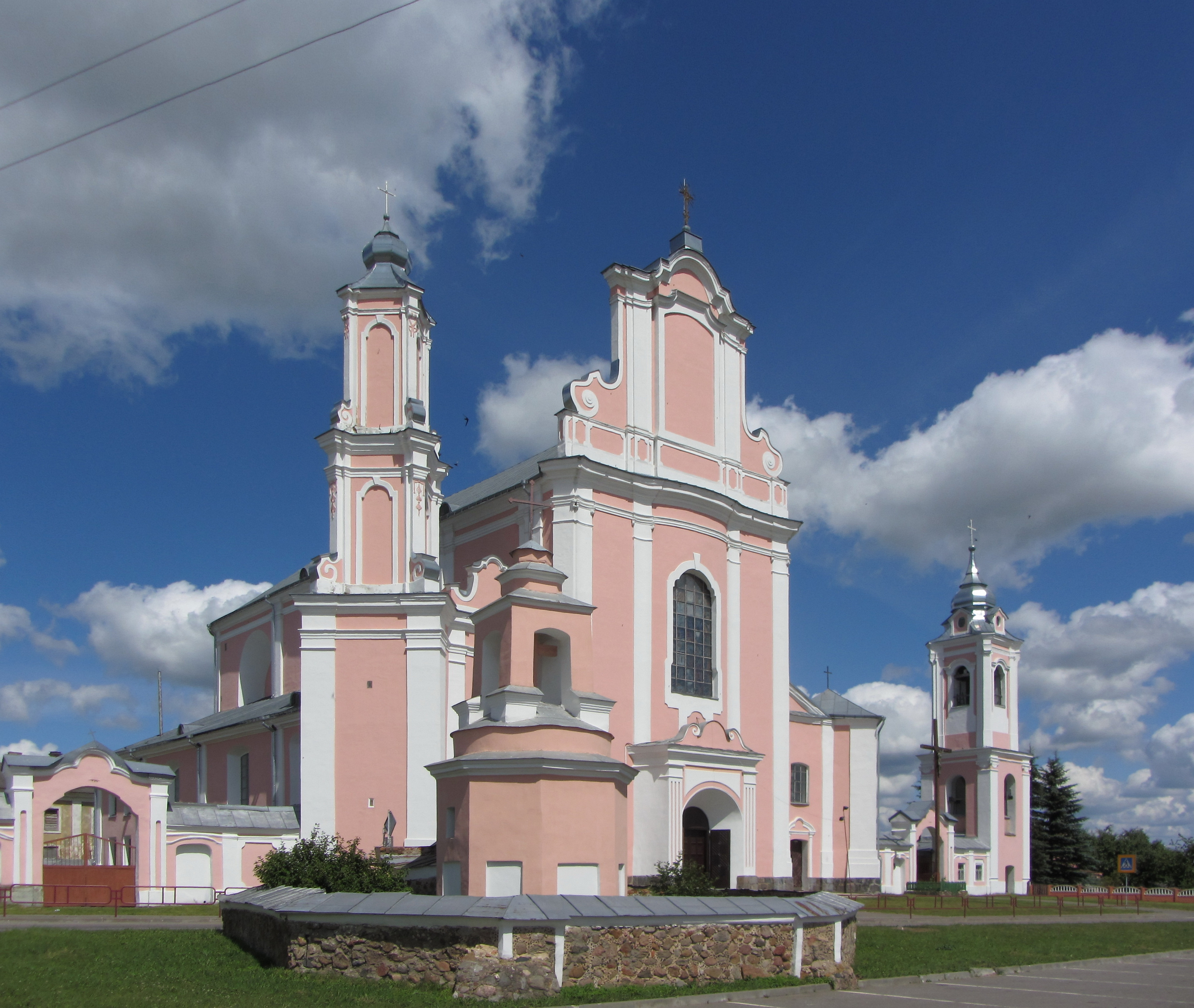
Костёл Святых Петра и Павла
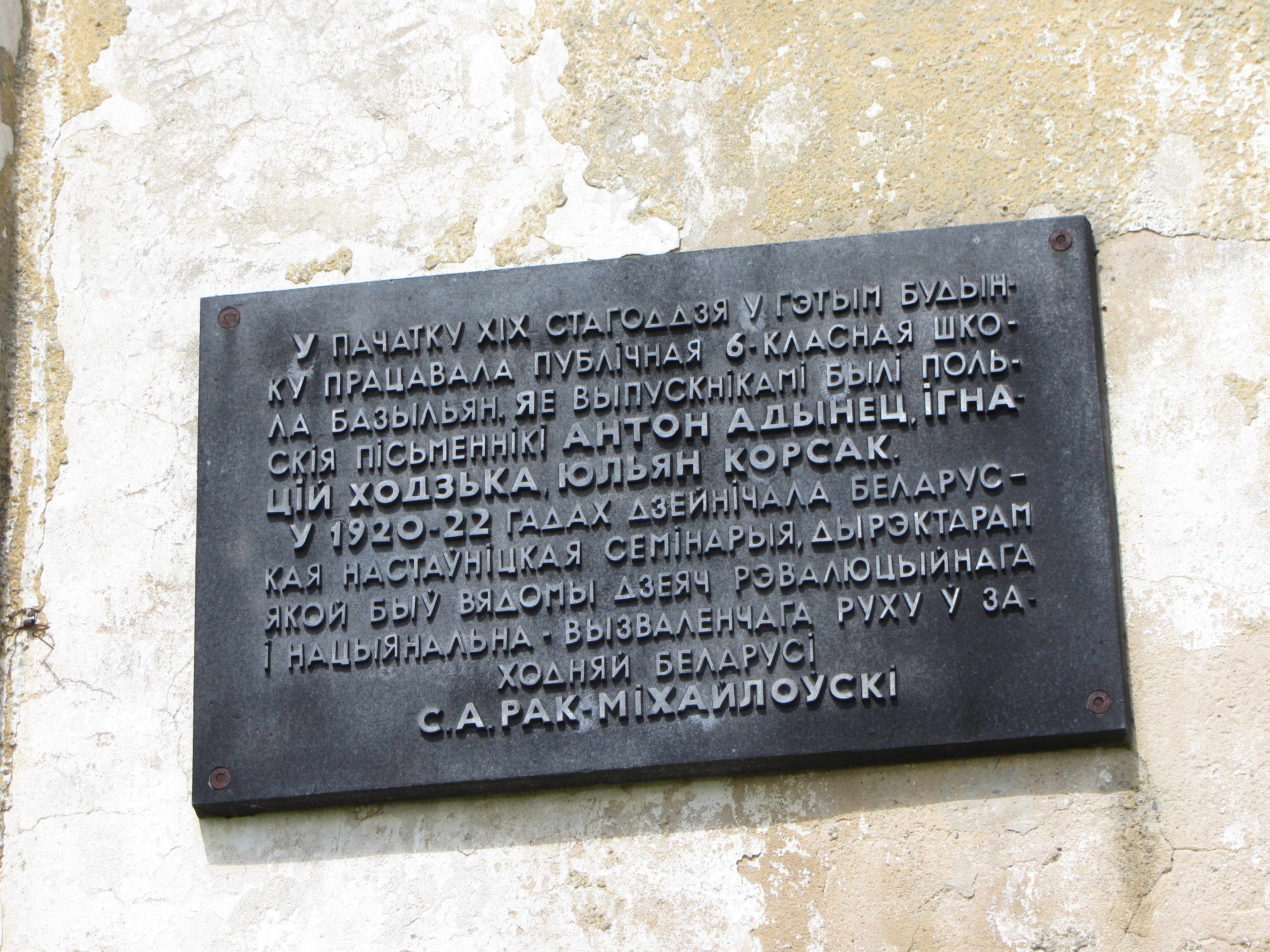
Памятная доска
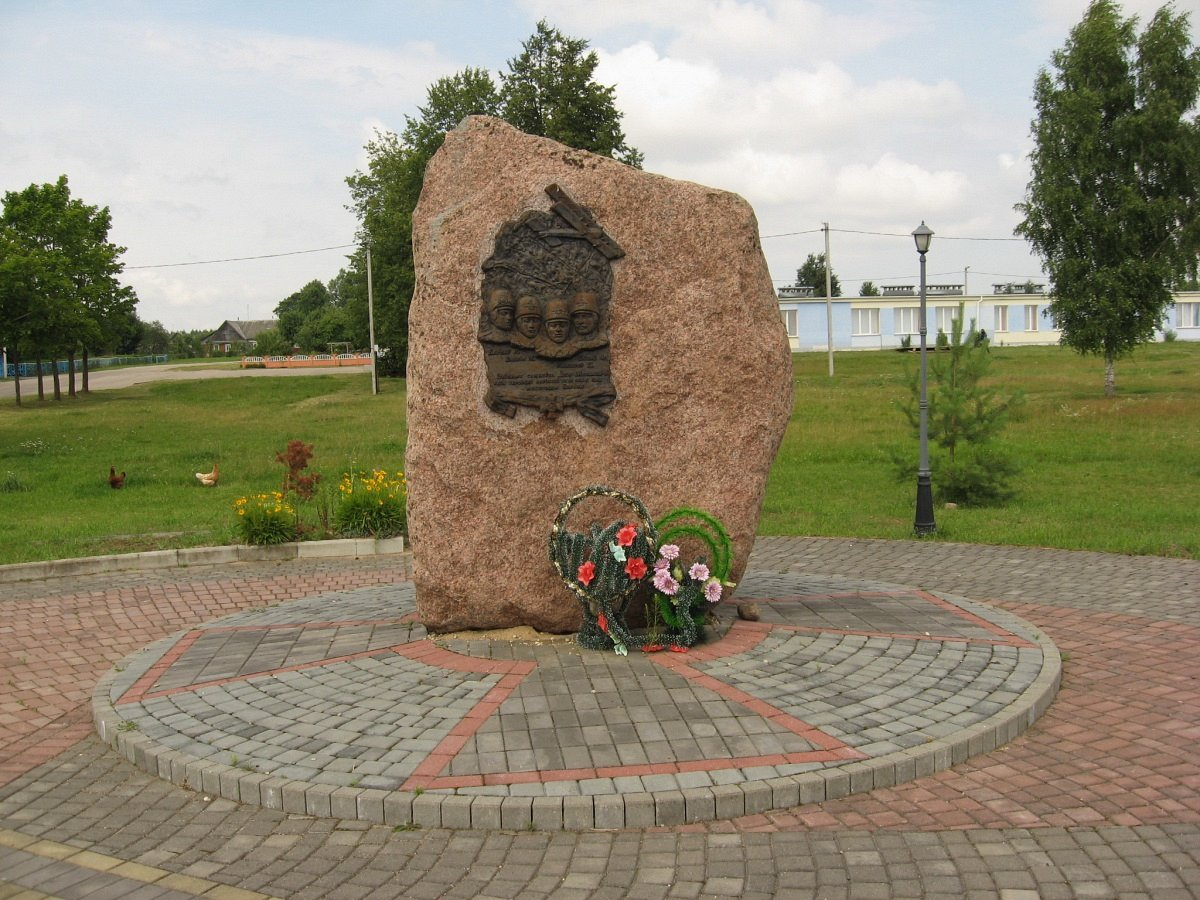
Памятник экипажу самолёта «Илья Муромец»

## Персоналии
В школе при базилианском монастыре учились: Одынец, Корсак, Ходзько. В 1813 году у стен базилианского Борунского монастыря был похоронен И. Е. Грузинов.
В 1902 году здесь родился Николай Семёнович Орехво